# Ніккі Бенц
Алла Мончак (англ. Alla Montchak, нар. 11 грудня 1981, Маріуполь, УРСР, відома як Ні́ккі Бенц (англ. Nikki Benz) — канадська порноакторка українського походження.

## Життєпис
Народилась 11 грудня 1981 року у Маріуполі, УРСР. В дитинстві переїхала з батьками в Торонто, Канада. 
Ще до 18 років почала працювати моделлю, позувала в бікіні. Брала участь у показі мод, конкурсах краси. Знялась для канадського календаря. У 18 років займалася екзотичними танцями та потрапила в порноіндустрію. Пізніше взяла псевдонім Nikki Benz.
Проживши в США кілька років, стала громадянкою США в лютому 2013 року.

### Порноіндустрія
У порноіндустрію потрапила, познайомившись із відомим порнорежисером. В січні 2003 підписала контракт із порностудією Pleasure Productions. Перша сцена з нею з'явилась у порнофільмі Strap On Sally # 20 із відомою Джиною Лінн. Її перша гетеро сцена — з Беном Інглішем (англ. Ben English) у фільмі The Sweetest Thing. Вона кілька разів їздила із Торонто в Лос-Анджелес, дотримуючись умов 18-місячного контракту з Pleasure Productions.
Після закінчення контракту, у вересні 2004, переїхала в Лос-Анджелес, де підписала контракт з компанією Джилл Келлі — «Jill Kelly Productions». У вересні 2005 підписала контракт з TeraVision. Була Кішечкою місяця в Penthouse за квітень 2010, а також дівчиною з обкладинки журналу та фігурою у випуску за травень 2008. Бенц була названа Кішечкою Penthouse 2011 року.
Знімається для багатьох еротичних журналів, серед яких: Penthouse, High Society, Genesis, Fox, OUI, Cheri, Hustler, Club і Club International. У травні 2006 року була визнана «Hustler Honey».
Бере участь у зйомках для різних порностудій: Brazzers, BangBros і т.п. У 2007 році була номінована на премію AVN Awards у номінації «Найцінніша зірка».
У квітні 2010 року разом з Лізою Енн і Шоном Майклзом була співведучою церемонії нагородження XRCO Awards. Бенц кілька разів з’являлася в шоу Cubed на FoxSports.com, граючи мудру прибиральницю, яка займається спортом.
У 2012 році Бенц була представлена у відеогрі Saints Row: The Third – Penthouse Pack, випущеній Volition. Вона також знімалася в музичному відео «Lose Yourself». У 2013 році ненадовго знялася у фільмі «Кров'ю і потом: Анаболіки».
Вона з'являється в драматичному фільмі «Моя подорож назад на темну сторону » (2014), який зняв режисер Шейн Стенлі.
Бенц вела шоу на KSEX під назвою Contract Superstars разом із Лейсі Гарт, Ешлі Стіл, Стормі Деніелс і Тайлером Фейтом, але через «часові обмеження».

#### Насильство та позов
У червні 2016 року Brazzers підписав контракт з Бенц, згідно з яким вона мала б стати їх першою амбасадоркою та займатися просуванням бренду. Через кілька місяців Бенц повідмила, що під час зйомок для вебсайту на неї напали. Вона стверджувала, що режисер сцени Тоні Т. душив її після того, як вона попросила припинити зйомку. Представник Тоні Т. заперечив звинувачення, але після звинувачення Brazzers припинив з ним стосунки. Після цього кілька інших порноакторок, зокрема Дана ДеАрмонд, Картер Круз і Девон, виступили з власними історіями про режисера. У відповідь Тоні Т і Рамон Номар подали до суду на Бенц і Brazzers за наклеп.

## Політична діяльність
Ніккі Бенц з Алексіс Тексіс підтримали акцію за гендерну рівність, оголивши свої груди на Таймс-сквер.
У травні 2014 року через свій акаунт у Twitter Бенц оголосила про своє висунення на посаду мера канадського міста Торонто. Аона вирішила боротися проти Роба Форда. Згодом це оголошення було висвітлено Huffington Post, TMZ та в інтерв’ю на сайті Playboy. Новина також привернула увагу міжнародної спільноти через Yahoo у Франції, Британії та Фінляндії.
28 травня 2014 року Бенц спробувала подати заяву на участь у виборах мера Торонто, але місто не прийняло її заяву, оскільки термін дії її водійських прав в Онтаріо закінчився. Тоді не було відомо, чи подаватиметься вона повторно. В інтерв’ю Playboy Бенц обговорювала різні питання кампанії, включаючи права ЛГБТ, економічне стимулювання міста та громадський транспорт. Її платформа включала підтримку та збір коштів для Downtown Relief Line, запропонованого доповнення до системи громадського транспорту Торонто. Вона також прокоментувала зловживання колишнім мером Робом Фордом наркотиками та його перерву в передвиборчій кампанії, коли він займався реабілітацією від наркозалежності. В інтерв’ю Бенц обіцяла чесність і прозорість, любов до рідного міста та турботу про його людей. Вона також пообіцяла пожертвувати половину своєї зарплати мера на справу, обрану її громадянами.

## Нагороди
- 2006 AVN Award nominee — Найкраща сцена сексу пар, відео — Take No Prisoners[34]
- 2006 AVN Award nominee — Найкраща сцена сексу пар, відео — Jack's Teen America 2[35]
- 2006 AVN Award nominee — Найкращий виступ зваблення — Take No Prisoners[36]
- 2006 Adult Night Club & Exotic Dancer Awards nominee — артистка року
- 2007 Adult Night Club & Exotic Dancer Awards nominee — Найкраща порнозірка року
- 2008 AVN Award nominee — Найкраща сцена потрійного сексу — Meet the Fuckers 6
- 2008 F.A.M.E. Award nominee — Найгарячіше тіло[37]
- 2009 F.A.M.E. Award nominee — Найгарячіше тіло[38]
- 2010 Penthouse Pet Of The Month — Квітень
- 2010 XBIZ Award nominee — Сайт порнозірки року[39]
- 2010 XBIZ Award nominee — Виконавиця року[40]
- 2010 XBIZ Award nominee — Зірка року кросоверів[41] 2010 AVN Award nominee — Найкраща сцена тристороннього сексу з усіма дівчатами — Penthouse: Slave for a Night[42]
- 2010 Adult Night Club & Exotic Dancer Awards nominee — Порнозірка - найкраща виконавиця року
- 2010 F.A.M.E. Award nominee — Найгарячіше тіло, Улюблена жінка-зірка, Улюблені груди[43]
- 2011 Penthouse Pet Of The Year — Улюблениця року в Penthouse[44]
- 2011 NightMoves Award — найкраща повнометражна артистка (вибір редакції)[45]
- 2012 AVN Award nominee — Найкраща зірка кросовера[46]
- 2012 NightMoves Award — Найкращий повнометражний ігровий фільм (вибір глядачів)[47]
- 2013 XBIZ Award nominee — Зірка року для кросоверів[48]
- 2013 AVN Award — Найкращий вебсайт порнозірки – NikkiBenz.com[49]
- 2015 XBIZ Award — Зірка року для кросоверів[50]
- 2016 AVN Award — Зал слави[51]